# Doris Stevens
Pour les articles homonymes, voir Stevens.
Doris Stevens, née le 26 octobre 1892 et morte le 22 mars 1963, est une féministe américaine.
Elle est condamnée à 60 jours de prison en 1917 pour avoir tenté de présenter une pétition au président américain de l'époque en faveur de l'obtention du droit de vote aux femmes ; elle est l'autrice de Jailed for Freedom (1920).